# МОДО
МОДО Хокей (швед. MODO Hockey) — хокейний клуб з м. Ерншельдсвік, Швеція. 

## Історія
Заснований у 1921 році. Виступає у чемпіонаті Елітсерії. 
Клуб засновано в 1921 році як Альфредсгемс ІК, проте він існував без секції хокею до 1938 року. У 1958 році клуб потрапив до вищого дивізіону Швеції. У 1963 році команду перейменовано на МоДо АІК — за назвою головного спонсора, промислові корпорації  Mo och Domsjö AB (скорочено MoDo). Наступного року клуб став використовувати як власну арену нещодавно побудований «Кемпегаллен». У 1975 році МоДо АІК увійшов до сформованої Елітсерії. У 1979 році клуб виграв свій перший чемпіонський титул.
Домашні ігри команда проводить на «Ф'єльревен-Центер» (7600). Офіційні кольори клубу: червоний, чорний, зелений і білий.

## Досягнення
Чемпіон Швеції (2) — 1979, 2007.

## Відомі гравці
Найсильніші гравці різних років: 
- воротарі: Фредрік Андерссон;
- захисники: Нільс Юганссон, Ч. Р. Мільтон, Ларс Ліндгрен, Томас Юнссон, Я. Ерікссон, Ганс Юнссон, П'єр Гедін, Франтішек Каберле, Я. Еберг, М. Тімандер;
- нападаники: Гокан Нюгрен, Андерс Гедберг, Томас Градін, Ларс Мулін, Мікко Лейнонен, Т. Шелін, А. Вікберг, А. Бергман, Маркус Неслунд, Петер Форсберг, Я. Ларссон, Пер Свартвадет, Андреас Саломонссон, Даніель Седін, Генрік Седін, Роберт Деме, Александер Стін, Маттіас Вейнгандль.

В 1977—1982 роках клубом успішно керував Томмі Сандлін.